# Iván Velasco
Iván Velasco Murillo (Arrasate/Mondragón, 7 de fevereiro de 1980) é um ciclista profissional espanhol, que atualmente compete para a equipe Caja Rural-Seguros RGA.